# بالی‌گاولی، کانتی تایرون
بالی‌گاولی، کانتی تایرون (به انگلیسی: Ballygawley, County Tyrone) یک روستا در بریتانیا است که در شهرستان تایرون واقع شده‌است. بالی‌گاولی ۶۴۲ نفر جمعیت دارد.